# 愛知県道70号名古屋十四山線
愛知県道70号名古屋十四山線（あいちけんどう70ごう なごやじゅうしやません）は、愛知県名古屋市中川区から弥富市に至る主要地方道である。路線名の「十四山」は、終点がかつて海部郡十四山村だったことに由来する。

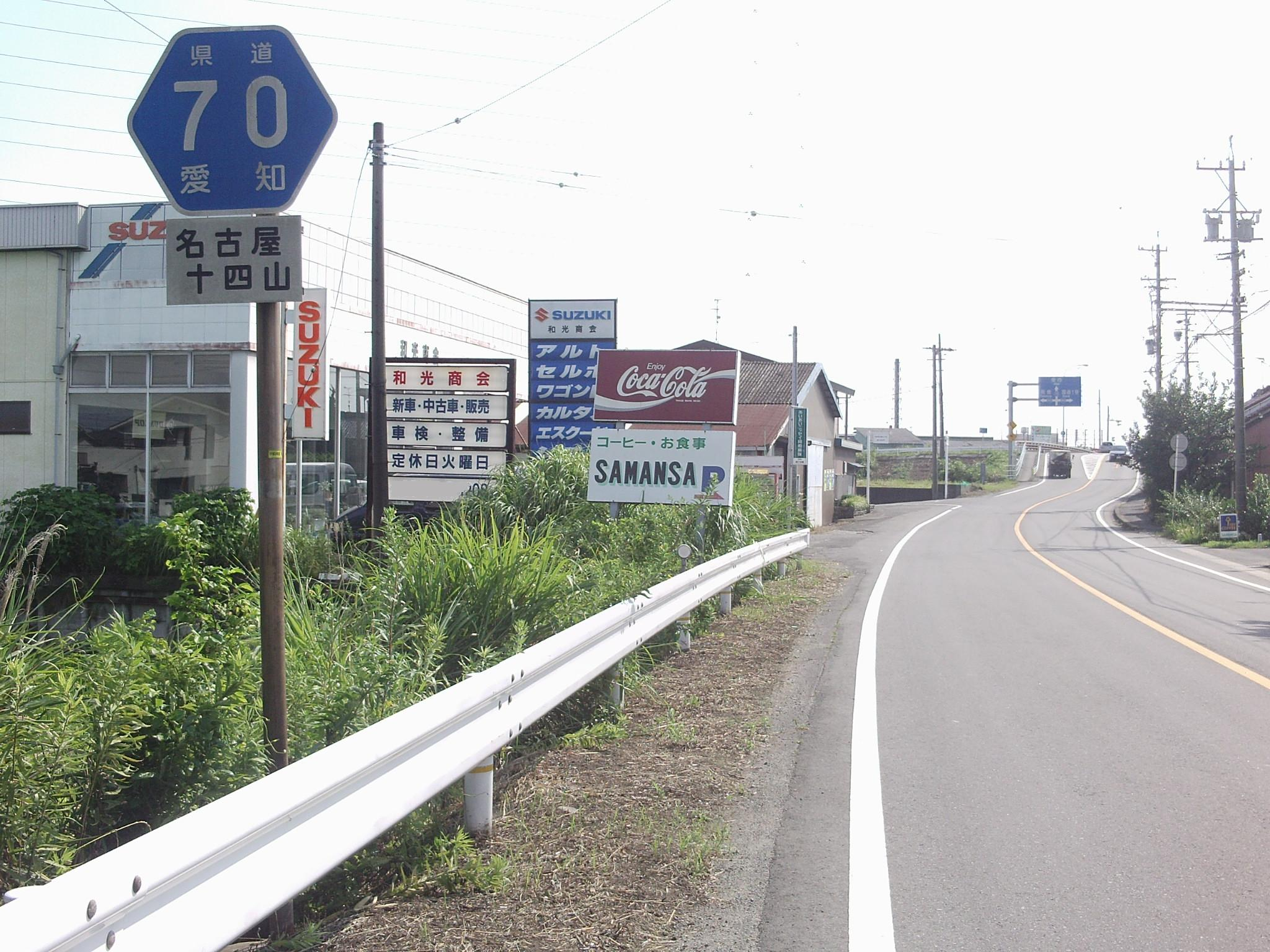
善太橋西側（弥富市竹田、旧十四山村）

## 概要
この道路は名古屋市内では東海通とも呼ばれる幹線道路だが、起点付近は堤防の上を走る狭い道となっている。
名古屋市内は沿道に多くの店が並んでおり、建物も密集しているが、名古屋市を出ると一気に田畑が増えてきて、終点付近は田畑の中に民家が点在するというような風景となる。

### 路線データ
- 起点：愛知県名古屋市中川区下之一色町松蔭3丁目（一色大橋東交差点（2016年より信号なし）：国道1号交点）
- 終点：愛知県弥富市子宝2丁目（子宝新田交差点： 愛知県道109号子宝愛西線交点）

## 沿革
- 1977年2月28日：認定[1]

## 別名
- 東海通（名古屋市港区）

## 地理

### 通過する自治体
- 愛知県
  - 名古屋市（中川区 - 港区）
  - 海部郡蟹江町
  - 弥富市

### 交差する道路
- 国道1号（一色大橋東交差点、2016年より信号なし）
- 愛知県道106号鳥ヶ地名古屋線（一色大橋東交差点、同上）
- 名古屋市道東海橋線（東海通）（明徳橋東詰 - 河合小橋交差点で重複）
- 愛知県道59号名古屋中環状線（明徳橋東詰 - 日之出橋西交差点で重複）
- 愛知県道227号港中川線（明徳橋東詰 - 西福田交差点で重複）
- 国道302号（名古屋環状2号線）（南陽中学校前交差点）
- 愛知県道103号境政成新田蟹江線（河合小橋東交差点 - 善太郎橋西交差点で重複）
- 愛知県道462号大藤永和停車場線（善太郎橋西交差点）
- 愛知県道66号蟹江飛島線（西尾張中央道）（竹田交差点）
- 愛知県道109号子宝愛西線（子宝新田交差点）

### 沿線
- 名古屋市立南陽中学校
- イオン南陽店（旧ジャスコシティ南陽）
- 戸田川緑地